# Hikari (film de Tatsushi Omori)
Pour les articles homonymes, voir Hikari.
Pour plus de détails, voir Fiche technique et Distribution.
Hikari (光) est un thriller dramatique japonais réalisé et scénarisé par Tatsushi Ōmori et sorti en 2017. Il s'agit d'une adaptation du roman homonyme de Shion Miura publié en 2008.
Il a été projeté en sélection officielle lors du 12e festival international du film de Rome le 31 octobre 2017.

## Fiche technique
Sauf indication contraire, les informations mentionnées dans cette section peuvent être confirmées par la base de données cinématographiques IMDb,  présente dans la section « Liens externes ».
- Titre original : 光 (Hikari?)
- Réalisation : Tatsushi Ōmori
- Scénario : Tatsushi Ōmori d'après le roman de Shion Miura
- Photographie : Kenji Maki
- Montage : Ryō Hayano (ja)
- Musique : Jeff Mills
- Producteurs : Konishi Keisuke, Takahiko Kondo
- Société de production : Harvest Films
- Format : couleur
- Pays de production :  Japon
- Langue de tournage : japonais
- Genre : drame, thriller
- Durée : 137 minutes (2h17)
- Dates de sortie : 
  - Espagne : 2 novembre 2017
  - Japon : 25 novembre 2017[2]

## Distribution
- Arata Iura : Nobuyuki Kurokawa
- Eita : Susuke
- Kyōko Hasegawa (ja) : Miki Shinoura
- Manami Hashimoto : Nanako Kurokawa
- Kaho Minami (ja) : Ono
- Mitsuru Hirata : Youichi

## Tournage
Il a été tourné du 20 août au 27 septembre 2016 à Kawasaki ainsi qu'à proximité du To-shima.